# Chen Duxiu
Chen Duxiu (xinès tradicional: 陳獨秀, xinès simplificat: 陈独秀, pinyin: Chén Dúxiù, Anqing, Anhui, 28 d'octubre de 1880 - Jiangjin, Sichuan, 27 de maig de 1942) fou un intel·lectual xinès. Va ser el fundador del Partit Comunista de la Xina, en el qual va exercir els càrrecs de màxima responsabilitat.

## Biografia
El seu pare va ser un erudit, un membre de les classes benestants que va morir quan Chen era un nen. Aquest fet motivà que el seu avi, una persona estricta i tradicional, es va fes càrrec de Duxui. Va tenir una formació confuciana i va arribar als exàmens imperials de primer nivell l'any 1896. De 1901 a 1908 va estudiar al Japó, on va conèixer la cultura occidental i va contactar amb compatriotes enemics de la dinastia Qing. De 1908 al 1911 treballa a la Xina com a mestre. Els anys que van de 1911 al 1915 són un període convuls per aquest país: s'instaura la República de la Xina amb la Revolució Xinhai i l'autoritarisme de Yuan Shikai. El 1915 va residir a Shanghai on va fundar la revista Nova Joventut que esdevindrà una publicació anti-confuciana, promotora de les idees occidentals (en especial l'individualisme, el liberalisme i el marxisme) molt influent entre els reformistes xinesos. L'any 1917, gràcies a Cai Yuanpei obté el càrrec de degà de la Universitat de Beijing i on coneixerà Li Dazhao. Chen i Li seran un dels impulsors més destacats del Moviment Quatre de Maig (1919).

## El comunisme xinès
Com a conseqüència del seu de la seva activitat política, Chen ingressa a la presó el 1919. És expulsat de la universitat i retorna a Shanghai on, definitivament, adopta la ideologia comunista i Nova Joventut seguirà una línia comunista. Per aquests motius es produeix un distanciament amb figures com Hu Shi. La Internacional Comunista envia delegats a la Xina per establir contactes amb Chen per fundar el Partit Comunista de la Xina. Aquest partit neix a Shanghai el juliol de 1921 i, malgrat que Chen no va poder assistir a la trobada, és nomenat secretari general. Arran de la ruptura amb el Kuomintang de Sun Yat-sen, els comunistes són perseguits i molts foren executats (com Li Dazhao. Chen Duxiu fou acusat de passivitat, i com que la Komintern tutelava i finançava el PCX, va perdre totes les responsabilitats en el partit en una reunió a la qual no hi era present.crític amb la Internacional Comunista és expulsat i s'adhereix al moviment trotskista xinès i esdevé el seu portaveu més rellevant. Després d'un intent de reunificació de les dues faccions del comunisme, el 1931, amb la persecució que van sofrir per part de les autoritats nacionalistes, totes dues van tenir moltes dificultats. El 1932 fou capturat i empresonat. Alliberat el 1937, va viure els darrers anys de la seva vida a Jiangjin, província de Sichuan, revaloritzant la democràcia, davant el fenomen, estalinista i recuperant la cultura clàssica xinesa. Va morir, oblidat, en aquesta ciutat el 1942 d'un atac al cor.